# Filialkirche St. Martin (Feldkirchen in Kärnten)
Koordinaten: 46° 43′ 28,4″ N, 14° 8′ 43,1″ O

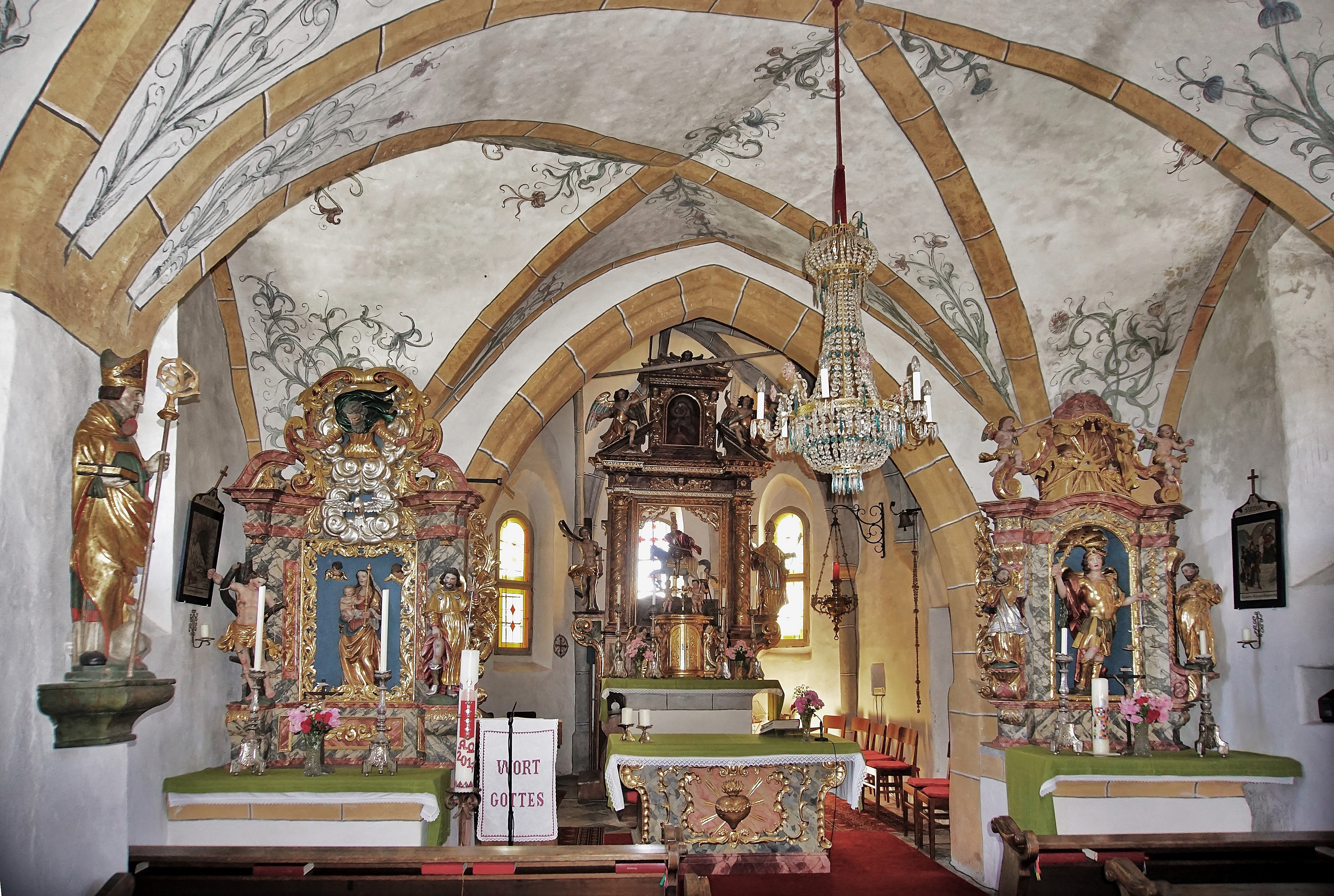
Innenansicht

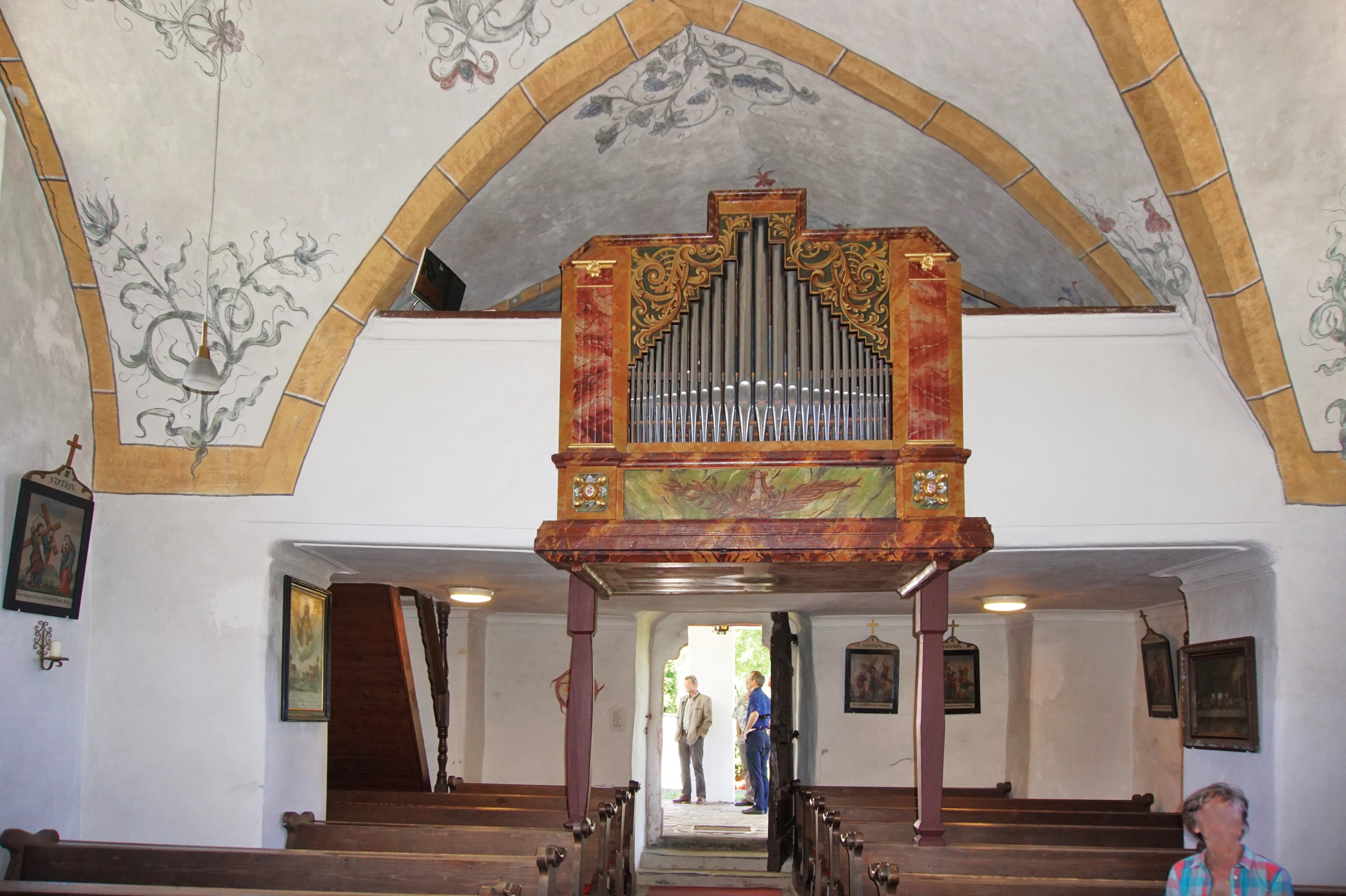
Blick gegen die Orgelempore

Die römisch-katholische Kirche St. Martin in der Ortschaft St. Martin der Stadtgemeinde Feldkirchen in Kärnten ist eine Filialkirche der Pfarre Klein St. Veit (Feldkirchen in Kärnten).

## Geschichte
Die urkundlich erstmals 1136 erwähnte Kirche war von 1519 bis 1750 Pfarrkirche.

## Bauwerk
Das gotische Bauwerk mit romanischem Kern wird von einem Friedhof und einer Friedhofsmauer umgeben. Der an der Südseite des Langhauses angebaute mächtige Turm hat rundbogige Schallfenster; im Untergeschoß befindet sich ein Beinhaus. Die Turmspitze ziert eine Turmkugel mit einem Wetterhahn auf einem doppelarmigen Kreuz. In die Kirche gelangt man durch das Westportal, ein gotisches Schulterbogenportal mit waagrechtem Sturz in einem Rechteckrahmen aus überkreuzten Stäben (Verstäbung). Das Portal wird durch eine mächtige Vorlaube mit waagrechter Stuckdecke geschützt. Der Innenraum des Langhauses wird nach oben durch ein Gewölbe mit Stichkappen, die schräg einschneiden, abgeschlossen. Der Chor hat ein zweijochiges Sternrippengewölbe und 3/8-Schluss.
Neben dem Altar ist in die Nordwand des Chores eine rechteckige, mit einem Gitter verschließbare Sakramentsnische eingelassen. Darunter ist gotische Freskomalerei zu sehen.

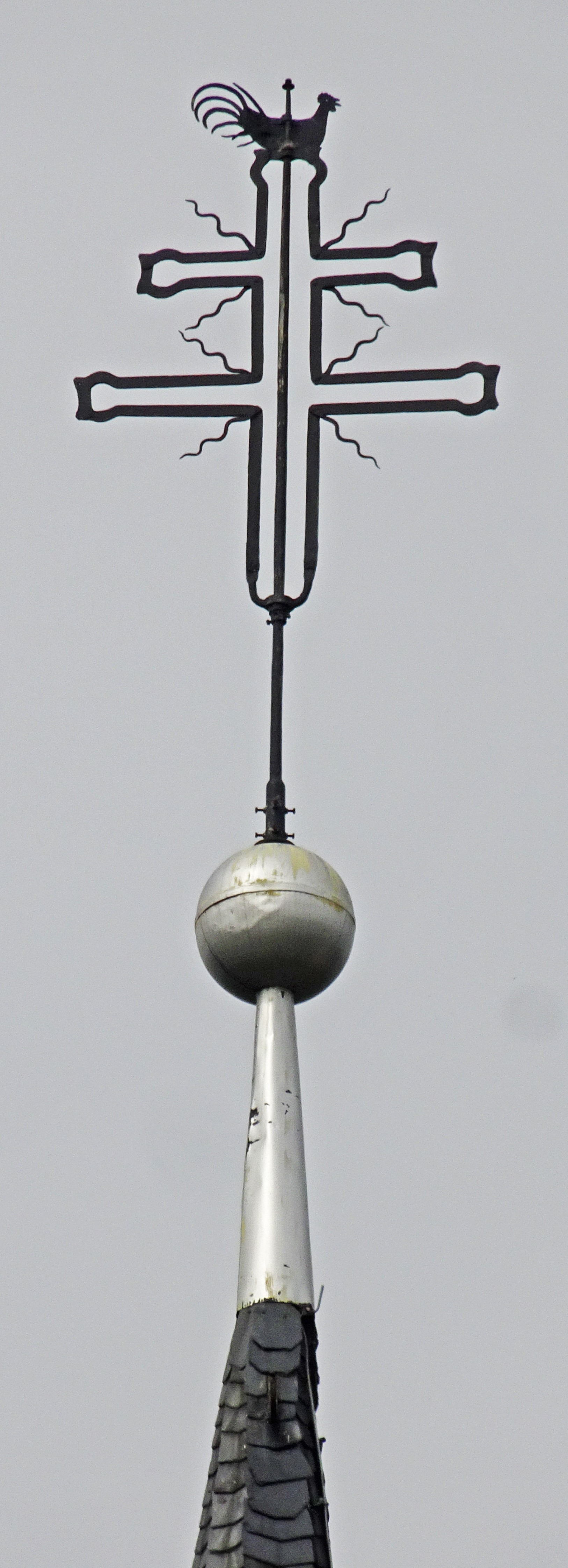
Turmspitze mit Wetterhahn
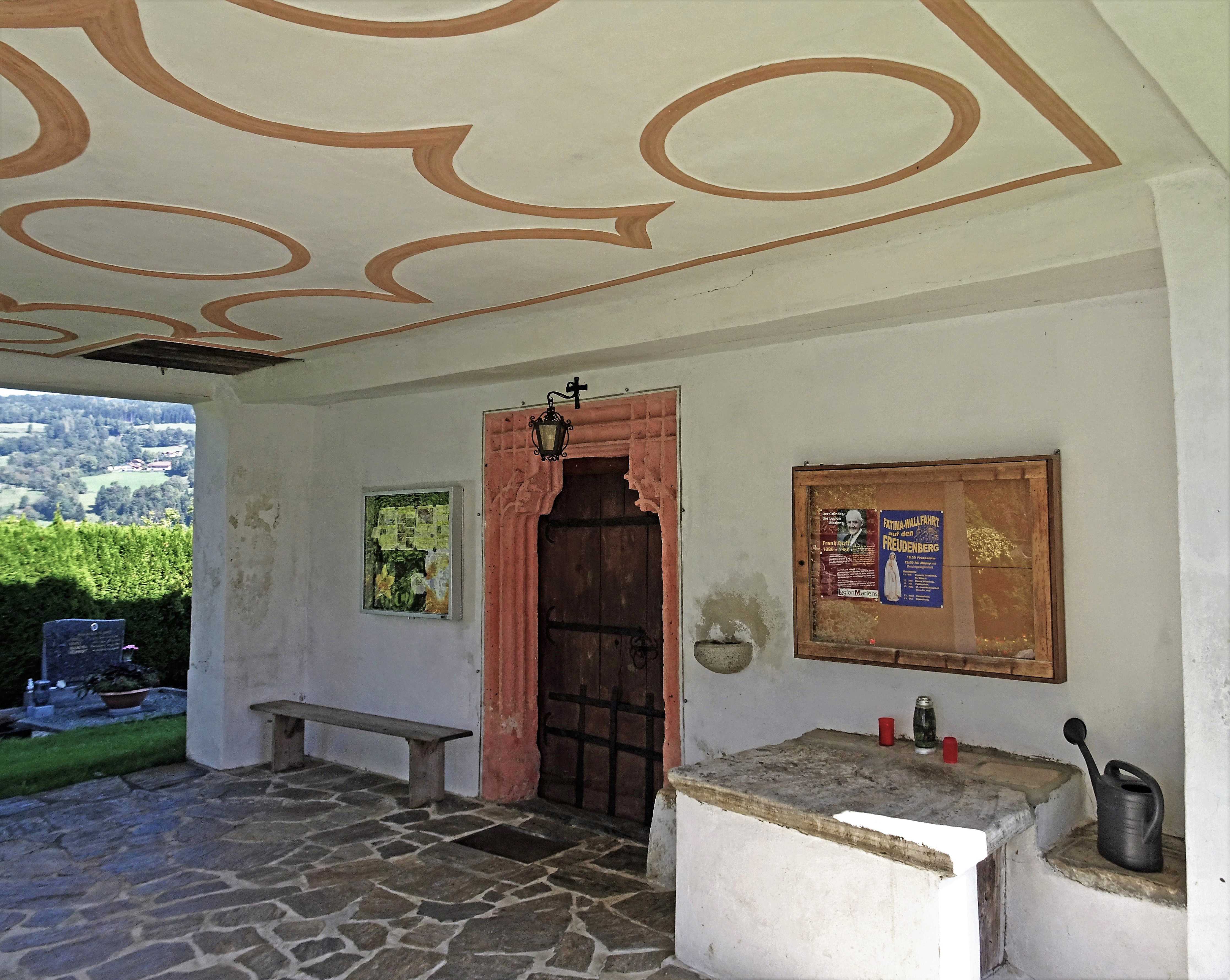
Blick in die Vorlaube zum Westportal
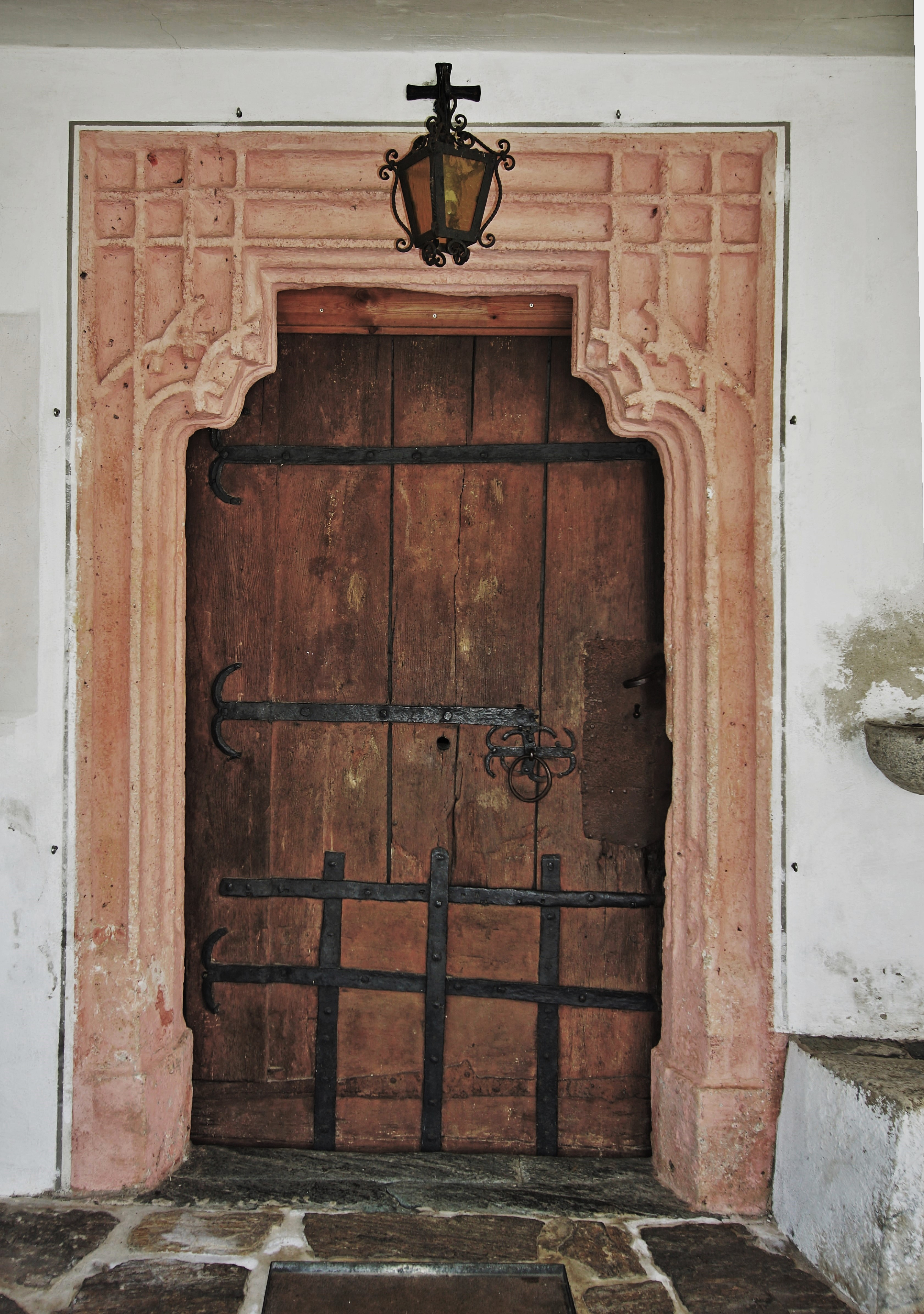
Das Westportal
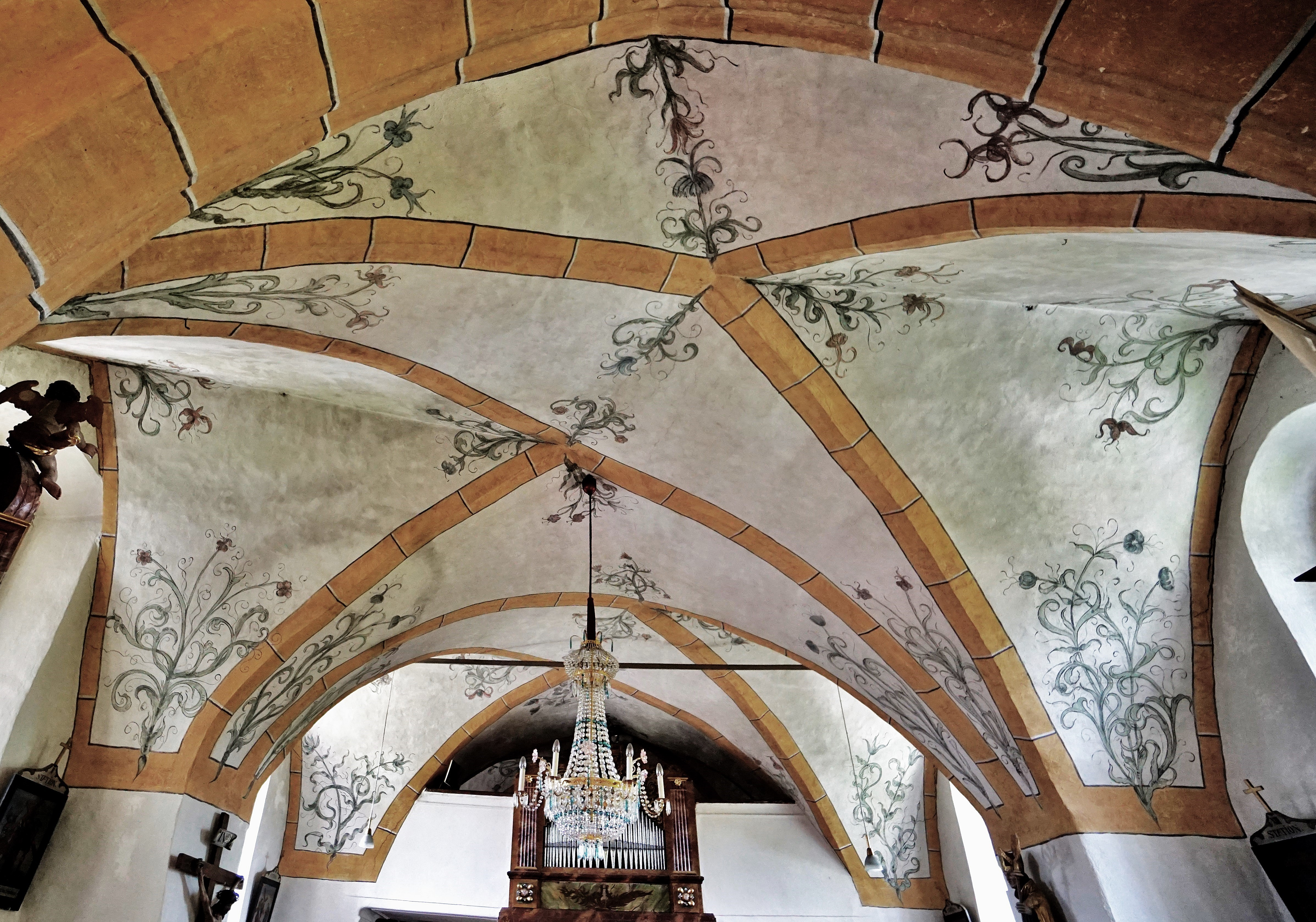
Gewölbe im Langhaus mit schräg versetzten Stichkappen
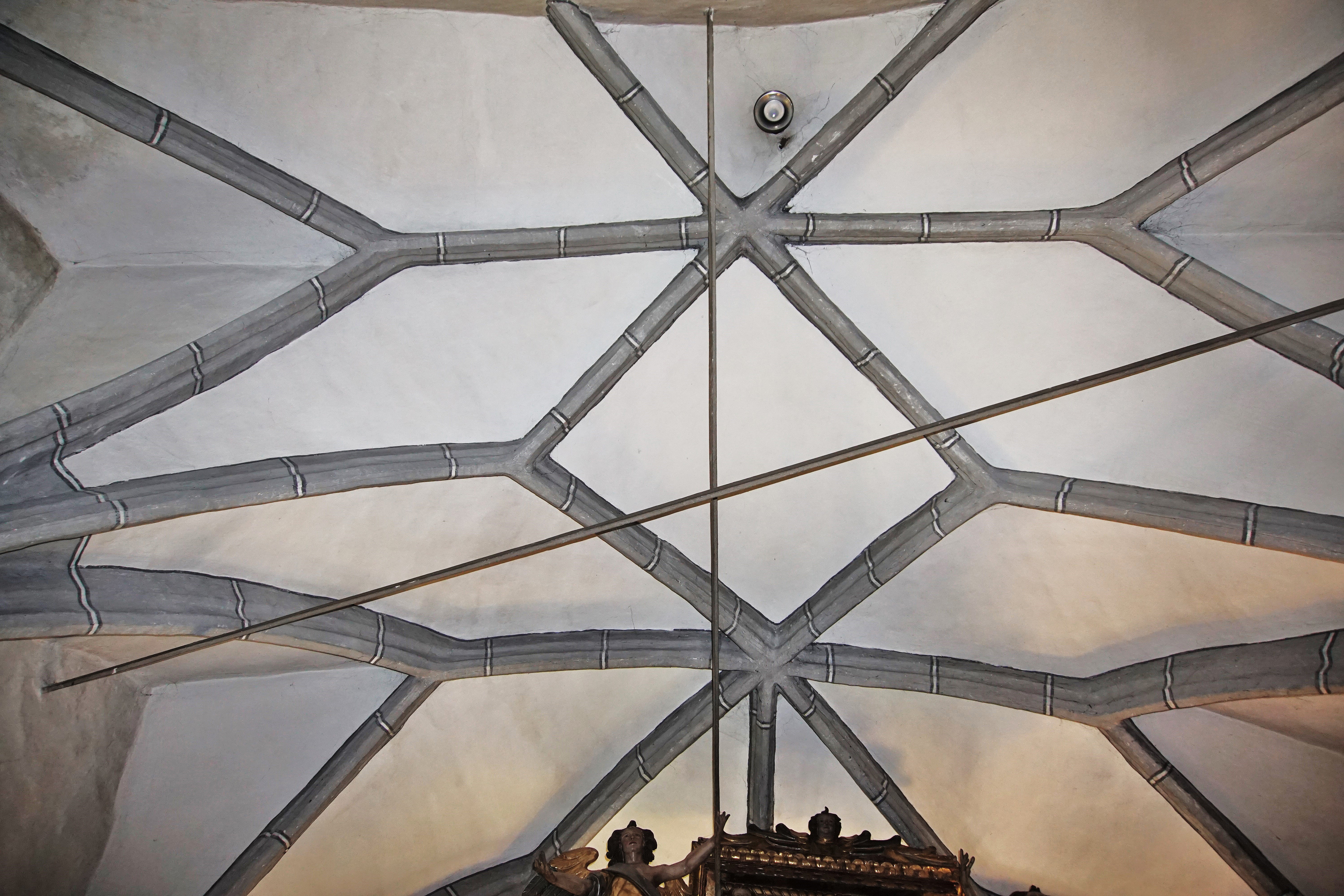
Das Gewölbe im Chor
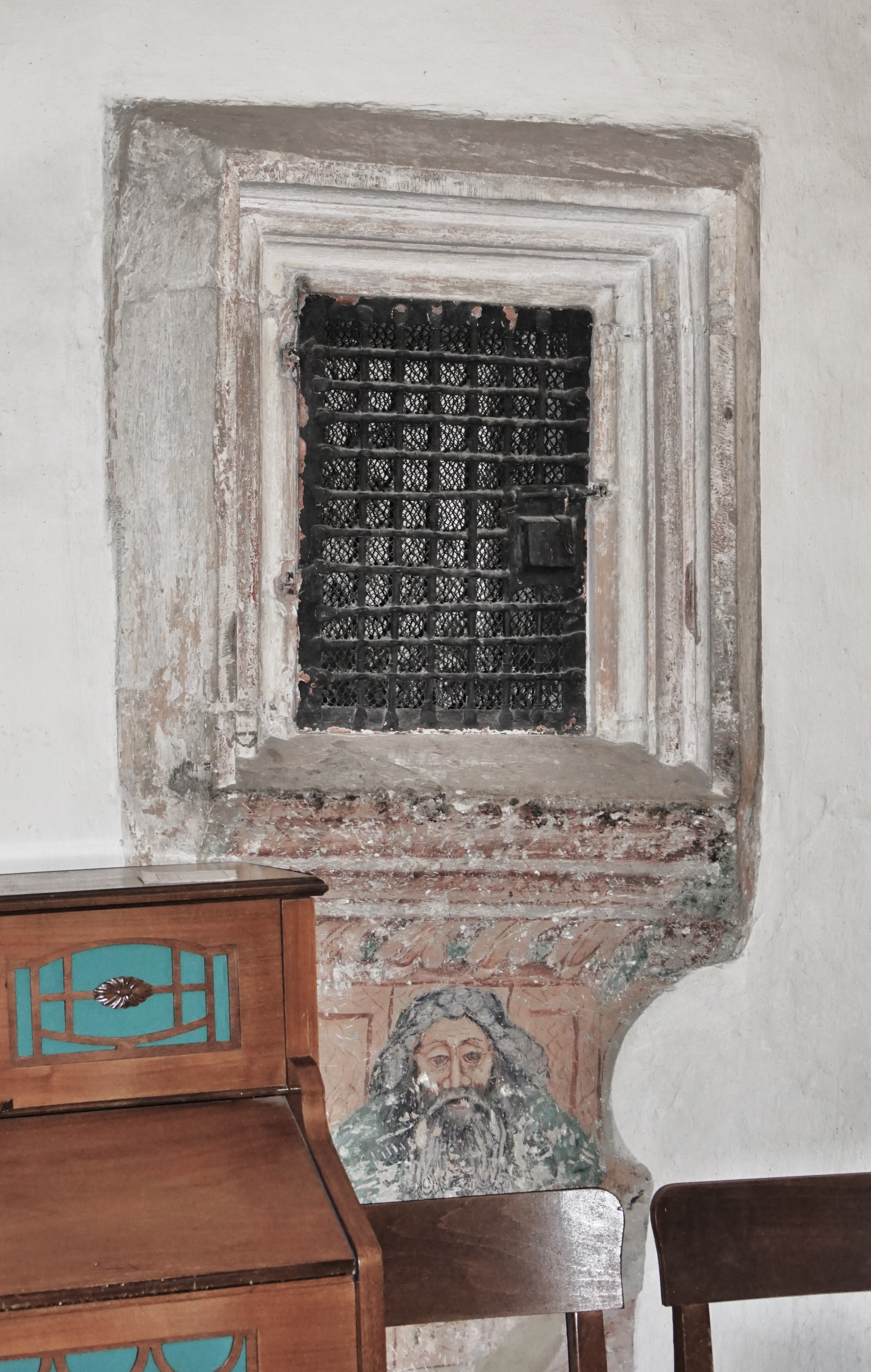
Die Sakramentsnische

## Einrichtung

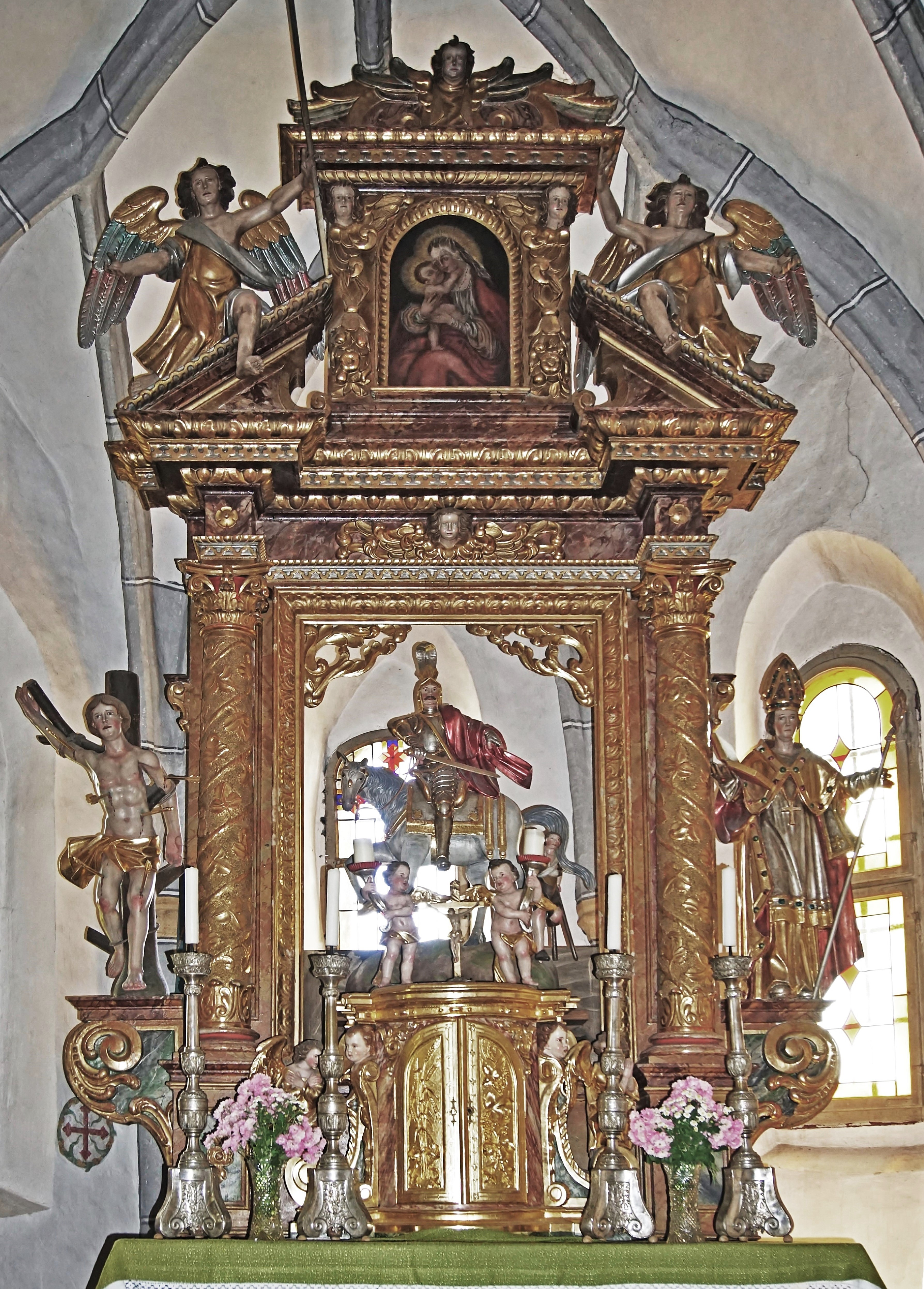
Der Hochaltar

Der frühbarocke Hochaltar ist ein zweisäuliger Ädikula-Altar mit einem Reiterstandbild des hl.  Martin als Zentralfigur. Assistenzfiguren sind links der hl. Sebastian, rechts ein hl. Bischof. Das Aufsatzbild im gesprengten Giebel zeigt Maria mit dem Jesuskind.
Im Schrein des barocken linken Seitenaltars steht eine Marienstatue mit Kind. Assistenzfiguren sind links der hl. Sebastian, rechts der hl. Rochus.
Im Schrein des barocken rechten Seitenaltars ist der Erzengel Michael mit Flammenschwert und Seelenwaage zu sehen. Assistenzfiguren sind der hl. Johannes Nepomuk links und Jakobus der Ältere rechts. Im Aufsatz ist ein Auge der Vorsehung angebracht.
Zur weiteren Einrichtung gehören Konsolstatuen des hl. Martin und der Apostel Petrus und Paulus. Bemerkenswert ist ein Votivbild an den hl. Martin von 1798.

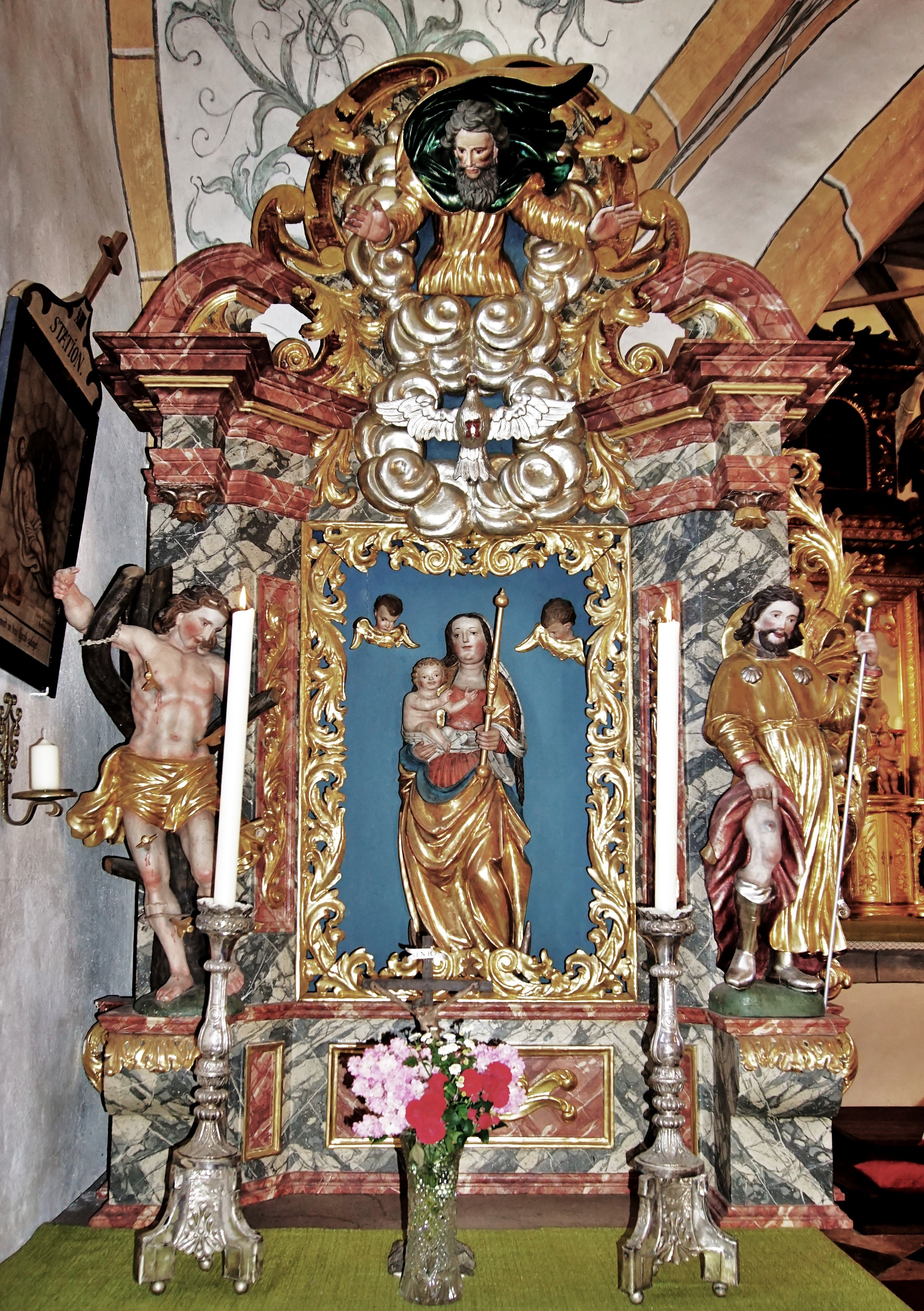
Der Marienaltar
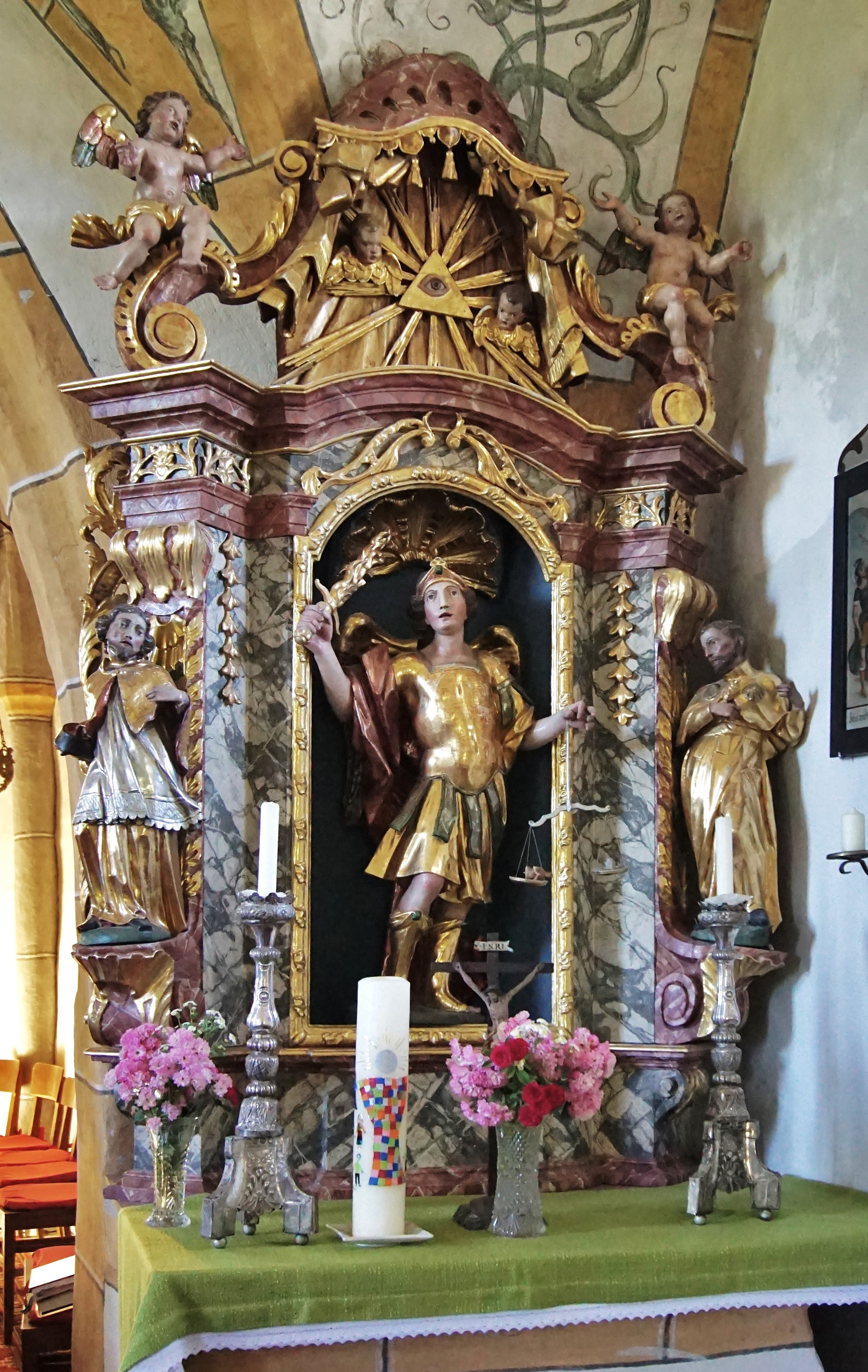
Der Michaelsaltar
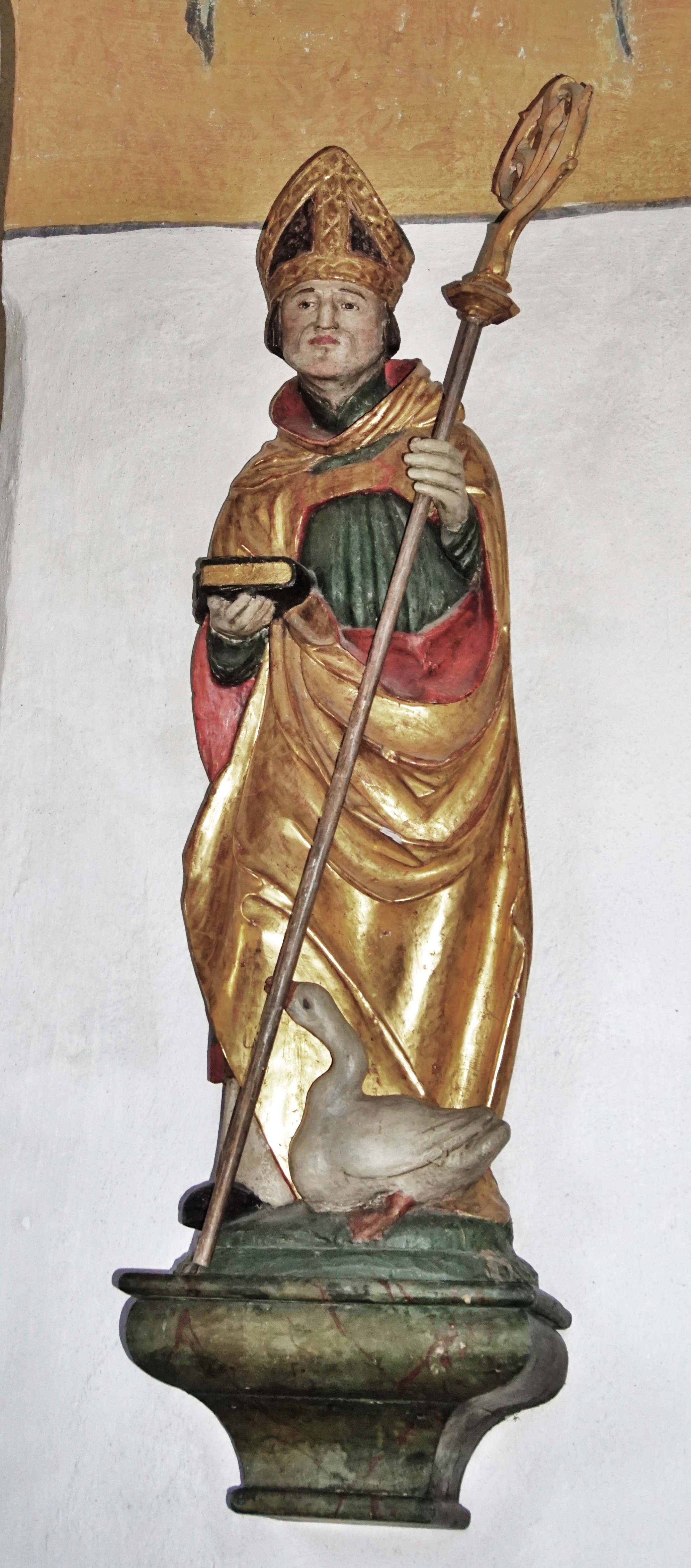
Hl. Martin
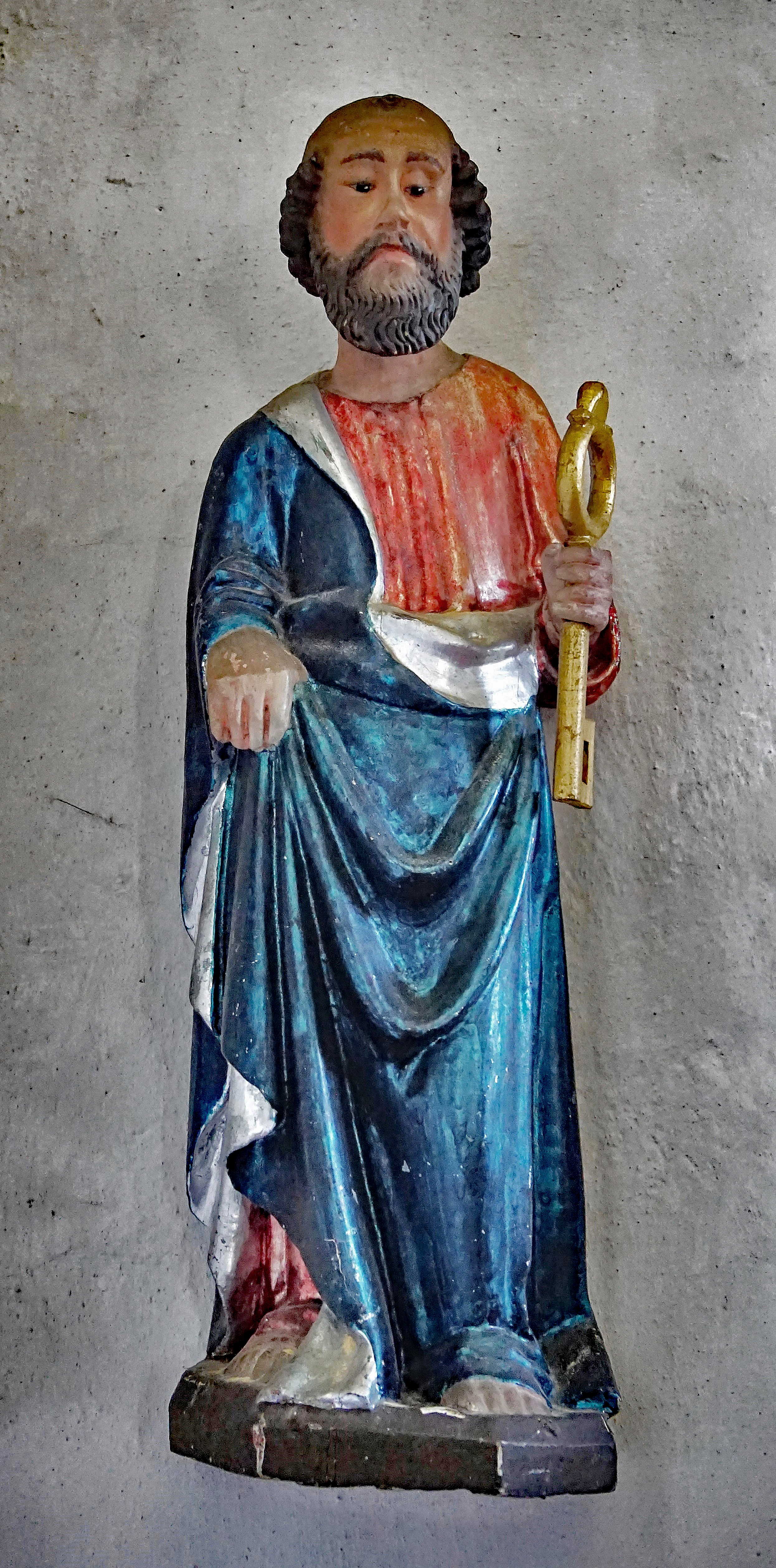
Hl. Petrus
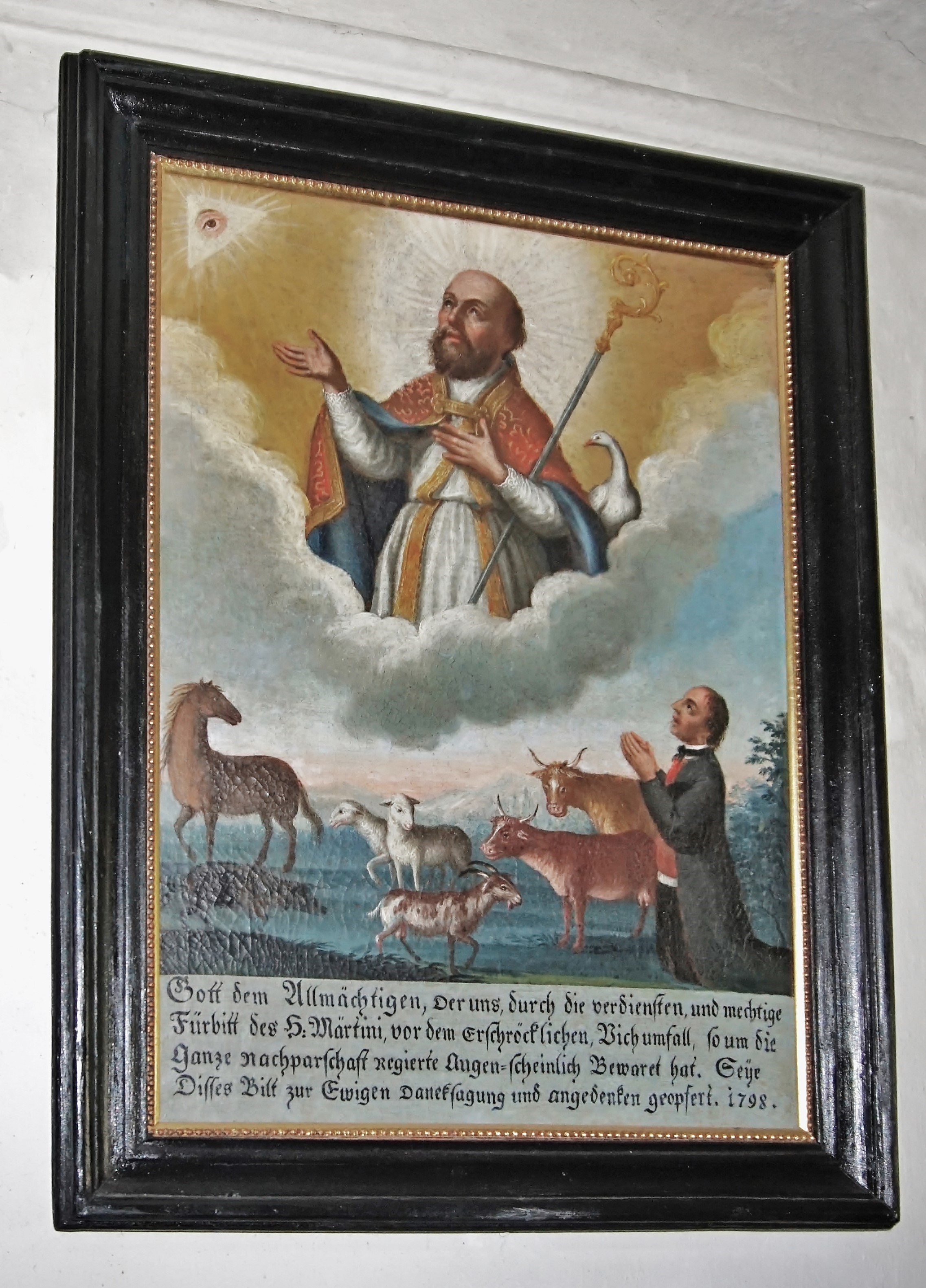
Votivbild von 1798